# Gabriel Amato
Gabriel Omar Amato (Mar del Plata, 22 de octubre de 1970) es un exfutbolista argentino. Comenzó su carrera en Aldosivi de Mar del Plata, y posteriormente jugó en Boca Juniors y River Plate. Además, dio el salto a Europa, donde militó en equipos como el Mallorca, el Glasgow Rangers y el Betis.

## Trayectoria
Con la Selección de fútbol de Argentina estuvo en el Torneo Preolímpico Sudamericano Sub-23 de 1992.
La carrera de Amato comenzó en Aldosivi de Mar del Plata, y luego pasó por Gimnasia La Plata, Boca, River, Independiente, Huracán, Gremio de Brasil (donde compartía la delantera con Ronaldinho Gaúcho), Glasgow Rangers de Escocia, Hércules, Levante, Betis, Mallorca y Albacete, estos cinco últimos, todos de España. Su último equipo fue el Banfield de Argentina, donde decidió retirarse.
Fueron quince equipos y diez títulos, sumando Copa Máster con Boca; Aperturas 94, 96 y Copa Libertadores 1996 con River, dos ligas y tres copas con el Glasgow Rangers y el ascenso con el Betis, donde fue el goleador y el alma del equipo para regresarlo a primera.
Participó del Showbol desde el 2006 hasta el 2011 con Diego Maradona. 
Se unió al cuerpo técnico de Matias Almeyda a cargo de la dirección técnica de River Plate el 11 de julio de 2011, y el 23 de junio de 2012 consiguieron el tan esperado ascenso a Primera División y se proclamaron campeones del torneo nacional B. Ya en Primera División, durante el Torneo Inicial luego de conseguir diversos empates frente a Argentinos Juniors e Independiente, el cuerpo técnico de River Plate, incluido Amato, rescindieron su contrato con el presidente de River, Daniel Passarella.
Meses después, Almeyda asume como director técnico de Banfield en las fechas finales de la Primera B Nacional 2012/13 y Gabriel Amato como ayudante de campo. En la nueva temporada de la Primera B Nacional 2013/14 se dan el lujo de demostrar su experiencia como DT dando a Banfield un estilo de juego ofensivo y  goleador, trayendo referentes y descubriendo jugadores jóvenes en las inferiores del club. El 15 de mayo de 2014, empatando con Douglas Haig, Banfield queda clasificado para pasar a primera división, siendo el segundo equipo que el entrenador hace acceder a esta categoría.
El 31 de mayo de 2014, tras una exitosa campaña, saca campeón a Banfield de la Primera B Nacional.

## Estadísticas

### En clubes
| CA Aldosivi Argentina | 3.ª                 | 1989-90             | 20  | 9   | —  | — | —  | — | —  | —  | 20  | 9    | 0.45 |
| Gimnasia y Esgrima LP Argentina | 1.ª                 | 1990-91             | 35  | 8   | —  | — | —  | — | —  | —  | 35  | 8    | 0.23 |
| Boca Juniors Argentina | 1.ª                 | 1991-92             | 29  | 2   | —  | — | —  | — | 4  | 0  | 33  | 2    | 0.06 |
| Independiente Argentina | 1.ª                 | 1992-93             | 27  | 2   | —  | — | 3  | 1 | 1  | 0  | 31  | 3    | 0.10 |
| CA Huracán Argentina | 1.ª                 | 1993                | 15  | 6   | —  | — | —  | — | —  | —  | 15  | 6    | 0.40 |
| River Plate Argentina | 1.ª                 | 1994                | 9   | 0   | —  | — | —  | — | —  | —  | 9   | 0    | 0,00 |
| River Plate Argentina | 1.ª                 | 1994-95             | 27  | 5   | —  | — | —  | — | 10 | 3  | 37  | 8    | 0.22 |
| River Plate Argentina | 1.ª                 | 1995-96             | 34  | 8   | —  | — | —  | — | 17 | 5  | 51  | 13   | 0.25 |
| River Plate Argentina | 1.ª                 | 1996                | 1   | 0   | —  | — | —  | — | —  | —  | 1   | 0    | 0,00 |
| River Plate Argentina | Total club          | Total club          | 71  | 13  | 0  | 0 | 0  | 0 | 27 | 8  | 98  | 21   | 0.21 |
| Hércules CF · España | 1.ª                 | 1996-97             | 36  | 2   | —  | — | 4  | 0 | —  | —  | 40  | 2    | 0.05 |
| RCD Mallorca · España | 1.ª                 | 1997-98             | 35  | 13  | —  | — | 11 | 1 | —  | —  | 46  | 14   | 0.30 |
| Glasgow Rangers Escocia | 1.ª                 | 1998-99             | 20  | 6   | —  | — | 5  | 1 | 6  | 2  | 31  | 9    | 0.29 |
| Glasgow Rangers Escocia | 1.ª                 | 1999                | 8   | 3   | —  | — | 1  | 0 | 4  | 1  | 13  | 4    | 0.31 |
| Glasgow Rangers Escocia | Total club          | Total club          | 28  | 9   | 0  | 0 | 6  | 1 | 10 | 3  | 44  | 13   | 0.30 |
| Grêmio FBPA · Brasil | 1.ª                 | 2000                | 3   | 1   | 17 | 6 | 3  | 0 | —  | —  | 23  | 7    | 0.30 |
| Real Betis · España | 2.ª                 | 2000-01             | 37  | 16  | —  | — | 1  | 0 | —  | —  | 38  | 16   | 0.42 |
| Real Betis · España | 1.ª                 | 2001-02             | 25  | 5   | —  | — | 1  | 0 | —  | —  | 26  | 5    | 0.19 |
| Real Betis · España | Total club          | Total club          | 62  | 21  | 0  | 0 | 2  | 0 | 0  | 0  | 64  | 21   | 0.33 |
| Levante UD · España | 2.ª                 | 2002-03             | 39  | 14  | —  | — | —  | — | —  | —  | 39  | 14   | 0.36 |
| Albacete Balompié · España | 1.ª                 | 2003-04             | 8   | 0   | —  | — | 1  | 0 | —  | —  | 9   | 0    | 0,00 |
| CA Banfield Argentina |                     |                     |     |     |    |   |    |   |    |    |     |      |      |
| 1.ª | 2004                | 16                  | 3   | —   | —  | — | —  | — | —  | 16 | 3   | 0.19 |      |
| 1.ª | 2004                | 10                  | 4   | —   | —  | — | —  | 1 | 0  | 11 | 4   | 0.36 |      |
| Total club | Total club          | 26                  | 7   | 0   | 0  | 0 | 0  | 1 | 0  | 27 | 7   | 0.26 |      |
| Total en su carrera | Total en su carrera | Total en su carrera | 434 | 107 | 17 | 6 | 30 | 3 | 43 | 11 | 524 | 127  | 0.24 |
| (1) Incluye datos de Copa Sul-Minas (2000) y Campeonato Gaúcho (2000). (2) Incluye datos de Copa Centenario de la AFA (1992-93); Copa del Rey (1996-03); Copa de la Liga de Escocia (1998-99); Copa de Escocia (1998-99) y Copa de Brasil (2000). (3) Incluye datos de Supercopa Sudamericana (1991-95); Copa Master (1992); Copa Libertadores de América (1995-96); Copa de la UEFA (1998-99); Liga de Campeones de la UEFA (1999) y Copa Sudamericana (2004). (4) Media de goles por encuentro. No incluye goles en partidos amistosos. |                     |                     |     |     |    |   |    |   |    |    |     |      |      |

## Palmarés

### Campeonatos nacionales
| Título                     | Club            | País      | Año     |
| -------------------------- | --------------- | --------- | ------- |
| Primera División           | River Plate     | Argentina | A-1994  |
| Copa de la Liga de Escocia | Glasgow Rangers | Escocia   | 1998/99 |
| Premier League de Escocia  | Glasgow Rangers | Escocia   | 1998/99 |
| Copa de Escocia            | Glasgow Rangers | Escocia   | 1998/99 |

### Campeonatos internacionales
| Título            | Club         | Sede         | Año  |
| ----------------- | ------------ | ------------ | ---- |
| Copa Máster       | Boca Juniors | Buenos Aires | 1992 |
| Copa Libertadores | River Plate  | Buenos Aires | 1996 |